# Mercè Dexeus Mallol
Mercè Dexeus Mallol (Barcelona, 1933) és reconeguda com una de les més destacades bibliotecàries catalanes, gràcies a la seva vasta cultura històrica i literària, així com als seus amplis coneixements tècnics. Va estar casada amb el musicòleg i bibliotecari Jaume Moll Roqueta (1926-2011), qui va dirigir durant anys la biblioteca de la Reial Acadèmia Espanyola. Moll també va ser professor i catedràtic de Bibliografia a la Universitat Complutense de Madrid, i un important impulsor de la bibliografia material a Espanya.
Mercè Dexeus va ser mare de quatre fills i va viure a Madrid durant molts anys, on va exercir la seva professió.
Va contribuir significativament a la presència dels bibliotecaris espanyols en organismes professionals internacionals, va participar en l'elaboració de la normativa estatal sobre el patrimoni històric espanyol, i va organitzar l'automatització del catàleg col·lectiu del patrimoni bibliogràfic espanyol.

## Vida i obres
El 1969, Dexeus va ingressar al Cos Facultatiu d'Arxivers i Bibliotecaris, després de presentar-se a les oposicions d'aquell any, on va coincidir amb figures com Arcadio Castillejo, Amadeu-J. Soberanas, Manuel Mundó, Alícia Girón i Manuel Sánchez Mariana.
Va treballar a la Secció d'Adquisicions com a Cap interina de Mapes a la Biblioteca Nacional d'Espanya, on va ocupar diversos càrrecs, incloent-hi la direcció del Departament de Patrimoni Bibliogràfic i de la Secció de Bibliografia. El seu objectiu era garantir que els lectors tinguessin accés a un patrimoni bibliogràfic complet i actualitzat, per la qual cosa va dissenyar un sistema de classificació per a les noves adquisicions.
Durant la seva gestió, va adquirir milers de peces importants per a la col·lecció, incloent mapes, partitures, manuscrits, gravats i impresos antics. Després de la seva direcció a la Biblioteca de la Universitat de Barcelona, va ser substituïda per Concepción Lois Cabello. A la seva feina, es destacava per un caràcter decidit, però va passar a la jubilació de manera discreta, sense els reconeixements que mereixia.
Dexeus va ser coneguda per la seva professionalitat i senzillesa, així com pel seu profund respecte i amor pels llibres. Va treballar amb dedicació i sense buscar reconeixement, contribuint al bé comú.
A més, va dirigir el Centre Nacional del Tresor Documental i Bibliogràfic, i va participar com a professora en diversos cursos especialitzats en Bibliografia i Llibre antic. Va representar la Biblioteca Nacional d'Espanya en nombrosos congressos i seminaris internacionals dedicats al Llibre antic.
El 14 d'abril de 1999, a Lleida, va avaluar documents històrics juntament amb Tomás Gutiérrez i Pelegrí Haro, i va publicar treballs sobre aquest tema.
La seva tesi doctoral es va centrar en Cervantes, i amb motiu del quart centenari de la primera edició de "El ingenioso hidalgo don Quijote de la Mancha", va col·laborar en l'exposició "El Quijote, biografía de un libro" a la Biblioteca Nacional, on va elaborar un catàleg i va acceptar ser comissària de l'exposició.
Va iniciar i dirigir el Catàleg Col·lectiu del Patrimoni Bibliogràfic, i va ser membre de la Junta de Qualificació, Valoració i Exportació de Béns del Patrimoni Històric. El 2006, se li va concedir la Medalla d'Or de Belles Arts.
Segons la web de la Biblioteca Nacional d'Espanya, és autora de sis obres, incloent "Teatro prelopista" i "Catálogo colectivo del patrimonio bibliogràfico español: siglo XIX", i va participar a 16 edicions, com "El tratamiento bibliográfico de los impresos producidos por la imprenta manual".